# Entoloma serrulatum
Entoloma serrulatum (Elias Magnus Fries, 1818 ex Lexemuel Ray Hesler, 1967) din încrengătura Basidiomycota în familia Entolomataceae și den genul Entoloma este o specie rară de ciuperci necomestibile saprofită. Un nume popular nu este cunoscut. Soiul trăiește în România, Basarabia și Bucovina de Nord solitar sau în grupuri mici, adesea în smocuri de câteva exemplare preponderent în păduri ierboase și luminoase de foioase pe lângă arini, fagi și stejar sau în cele pure de stejar precum la marginea lor, dar de asemenea prin parcuri și pe pajiști. Apare de la câmpie la munte, din (iulie) august până în octombrie (noiembrie).

## Taxonomie

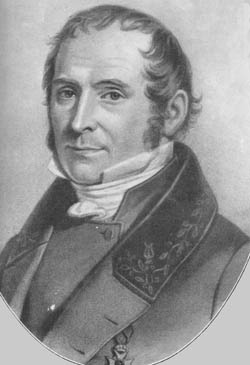
Elias M. Fries

Specia a fost deja descrisă și pictată de savantul francez Pierre Bulliard drept Agaricus columbarius în volumul 9 al operei sale Herbier de la France ou, Collection complette des plantes indigenes de ce royaume avec leurs propriétés, et leurs usages en medecine din 1789,  la care se referă unii micologi posteriori (vezi infocaseta) precum de micologul bur Christian Hendrik Persoon sub denumirea Agaricus serrula, de verificat în lucrarea sa Synopsis methodica Fungorum din 1801.
Dar numele binomial hotărât este Agaricus serrulatus, determinat de renumitul om de știință suedez Elias Magnus Fries în volumul 2 al lucrării sale Observationes mycologicae din 1818.
Pentru o anumită perioadă, taxonul lui Fries a fost înlocuit de Leptonia serrulata, creat de micologul german Paul Kummer de recitit în marea sa lucrare Der Führer in die Pilzkunde din 1871, până ce micologul american Lexemuel Ray Hesler (1888-1977) i-a dat numele actual valabil Entoloma serrulatum (2021), de verificat în volumul 23 al jurnalului științific Beihefte zur Nova Hedwigia din 1967.
Epitetul specific este derivat din cuvântul latin (latină serrula=ferăstrău mic), datorită aspectului lamelelor.

## Descriere

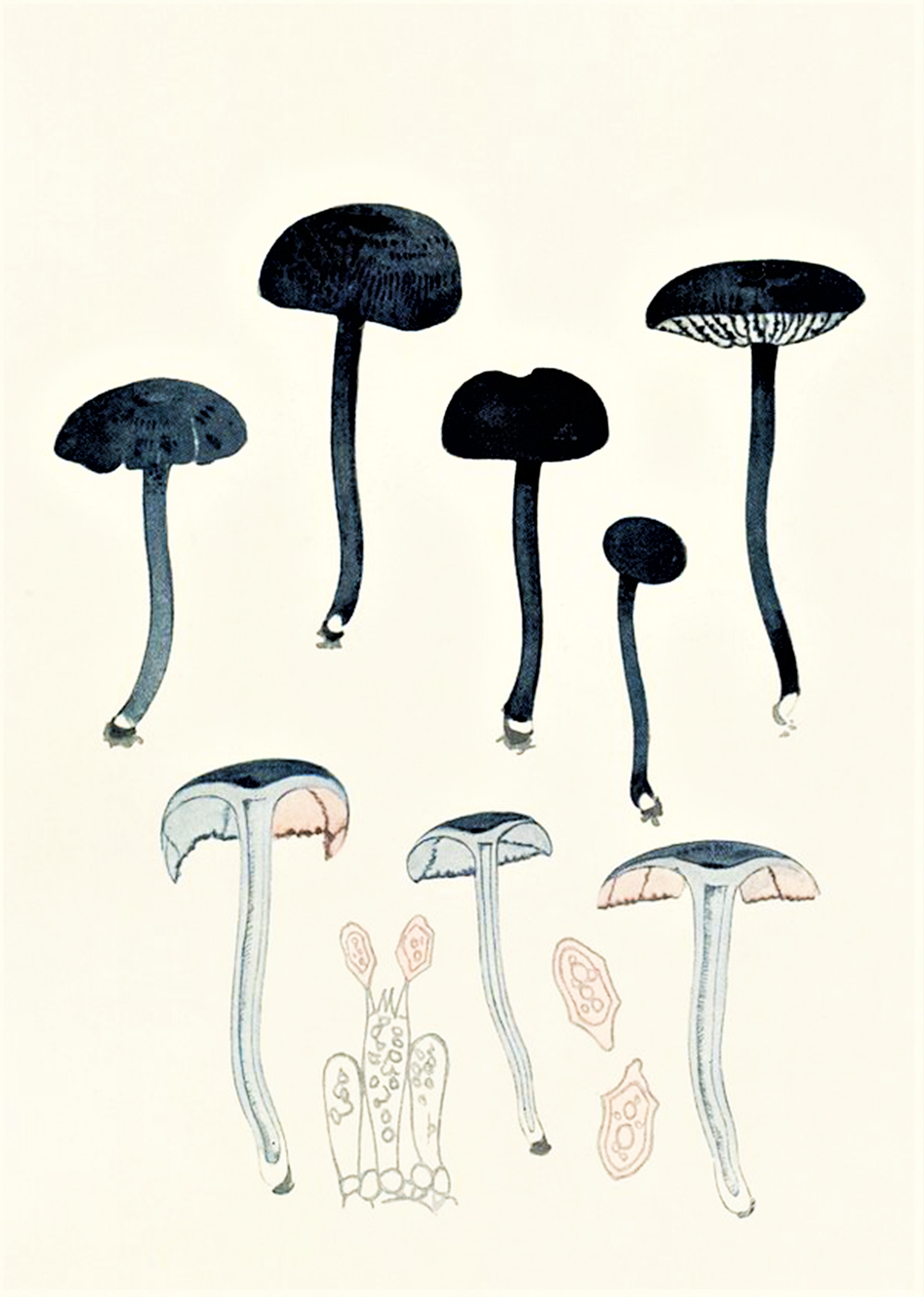
Bres.: Leptonia serrulata

- Pălăria: are un diametru de 2-5 cm și o grosime de maximal 1 cm, este fragedă și subțire, mai întâi emisferică, devenind apoi larg arcuită și în centru ombilicală precum din ce în ce mai aplatizată, iar în vârstă adâncită, nu rar în formă de pâlnie nu prea adâncă, marginea fiind ascuțită, necanelată și curbată în jos, dar răsucită în sus cu o îndoitură la bătrânețe. Uneori prezintă rupturi radiale. Coloritul în diverse nuanțe de albastru poate fi: cenușiu cu nuanțe albăstrii, albastru de oțel, până la un puternic albastru-violet, brun-albastru sau închis albastru-negricios, aproape negru.
- Lamelele: subțiri și destul de distanțate cu lameluțe intercalate, dar nu bifurcate, inițial drepte, dar curând deja pronunțat bulboase sunt aderate la picior, uneori cu un dinte. Coloritul, în tinerețe aproape albicios cu nuanțe albăstruie, devine cu timpul palid albăstrui cu o tentă de gri-roz și cu maturizarea sporilor roz-maroniu. Muchiile neregulat serate, au o pigmentație mai închisă, albastru-negricioasă.
- Piciorul: fibros, mat și nelucios are o înălțime de 2,5-6 cm și un diametru de 0,3-0,4 (0,5) cm, este neted, cilindric, câteodată ceva îndoit, ceva lărgit apical și bazal, fără inel, fiind gol în interior. Coloritul gri-albăstrui, spre jos mai palid, prezintă la bază un fetru alb, dar poate fi ocazional și golaș.
- Carnea: palid gri-albăstruie, sub cuticulă impregnată albastru, este subțire și inconsistentă, în picior fibroasă longitudinal. Mirosul este la exemplare tinere nespecific, dar repede de faină râncedă și/sau parfumat dulceag, gustul fiind blând, dar și el ceva rânced făinos.[4][3]
- Caracteristici microscopice: are spori de un palid carneu care sunt inegal pentagonali până hexagonali, cu colțuri obtuze în vedere laterală și alungiți spre unul dintre ele, cu câteva picături uleioase în centru și o mărime de (8,5) 10-12 (13) x (5,5) 6-8 (9) microni. Pulberea lor este roz-maronie. Basidiile clavate fără cleme cu 4 sterigme fiecare măsoară 30-35 (47) x 8 (9)-12 microni. Prezintă cheilocistide (elemente sterile situate pe muchia lamelor) de 40-65 x 10-13 microni cilindrice cu vârfuri sub-clavate, clavate sau sub-capitate, marginea lamelară fiind sterilă. Hifele terminale ridicate sau ascendente ale pileocistidelor (elemente sterile de pe suprafața pălăriei) sunt cilindric-clavate cu o pigmentație intracelulară maro închis până la negricios în amoniac de 10%, măsurând 25-40 x 5-12 microni - și ele și fără conexiuni cu cleme.[11][12]
- Reacții chimice: nu sunt cunoscute.[13]

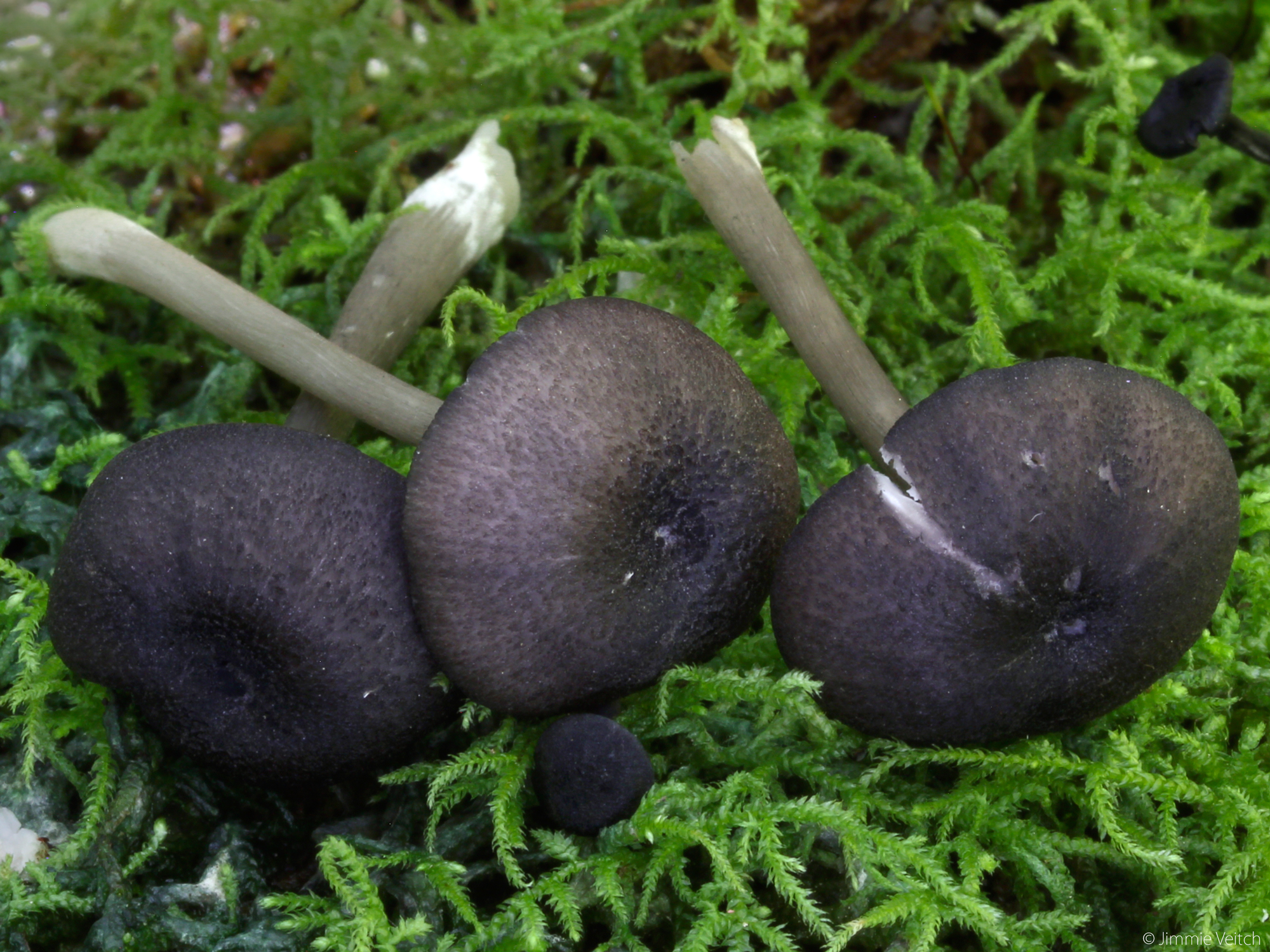
E. serrulatum, pălărie și picior
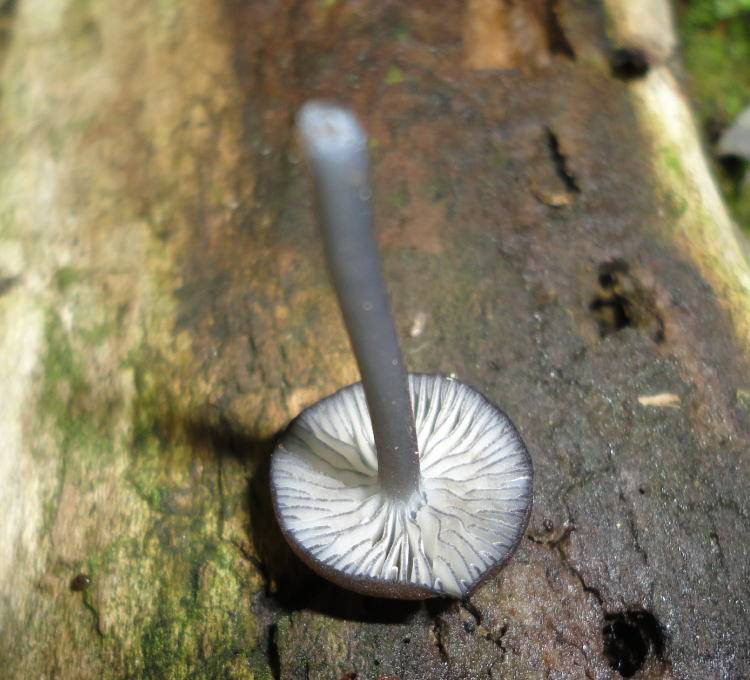
E. serrulatum tânăr: lamele și picior
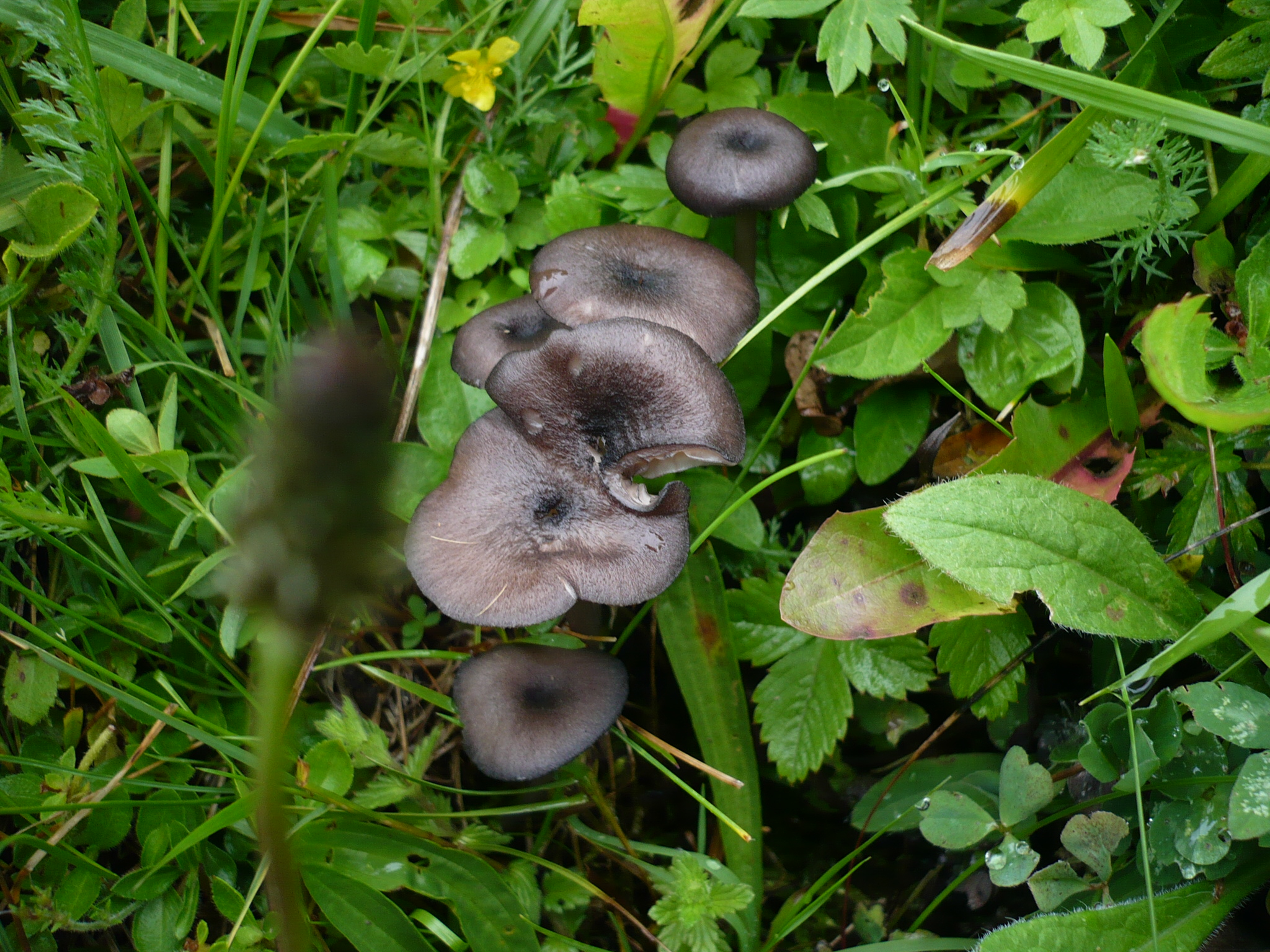
E. serrulatum negricioase în smoc
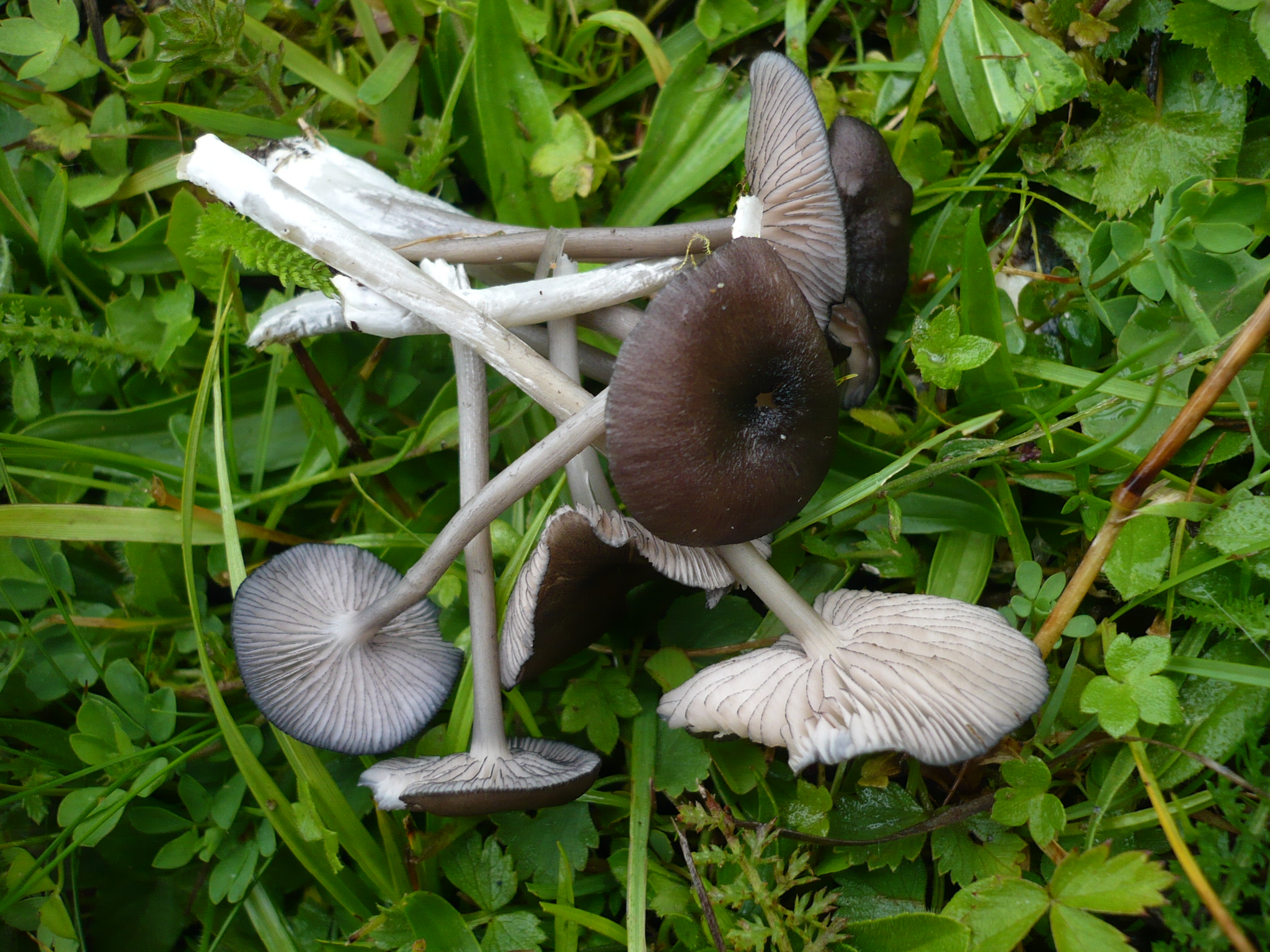
E. serrulatum în diverse stadii de evoluție

## Confuzii
Specia poate fi confundată de exemplu cu: Entoloma brunneoserrulatum (necomestibil) + imagini, Entoloma corvinum (necomestibil) + imagini, Entoloma chalybeum (necomestibil), Entoloma dichroum (necomestibil), Entoloma euchroum (necomestibil), Entoloma nitidum (necomestibil), Entoloma sericeum (otrăvitor), Entoloma sodale (necomestibil), Entoloma turbidum (necomestibil), sau cu soiul neeuropean Entoloma velutinum (necomestibil), dar și cu Fayodia bisphaerigera sin. Omphalia bisphaerigera (necomestibilă), Inocybe geophylla var. lilacina (otrăvitoare), Laccaria amethystina comestibilă, Mycena diosma (otrăvitoare, margine canelată, miros de cutie de țigări) și Mycena pura (condiționat comestibilă, ușor otrăvitoare, margine canelată, miros de ridiche).

## Specii asemănătoare în imagini

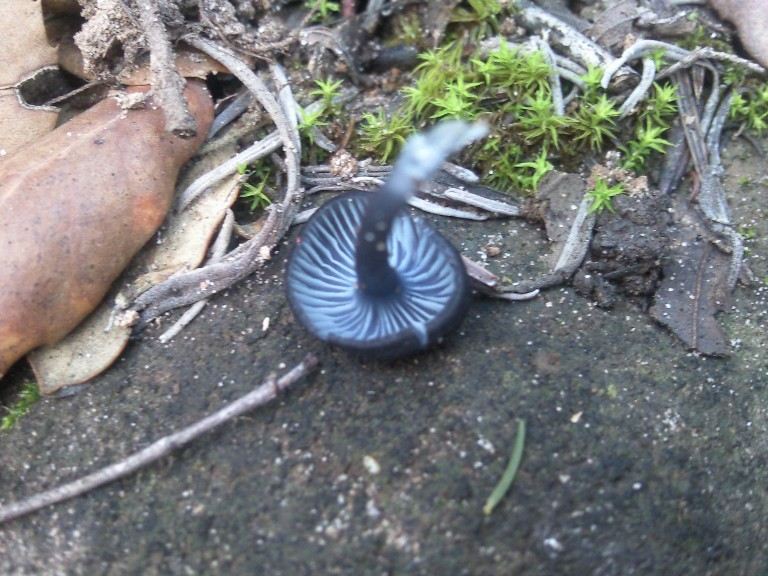
!Entoloma chalybeum!
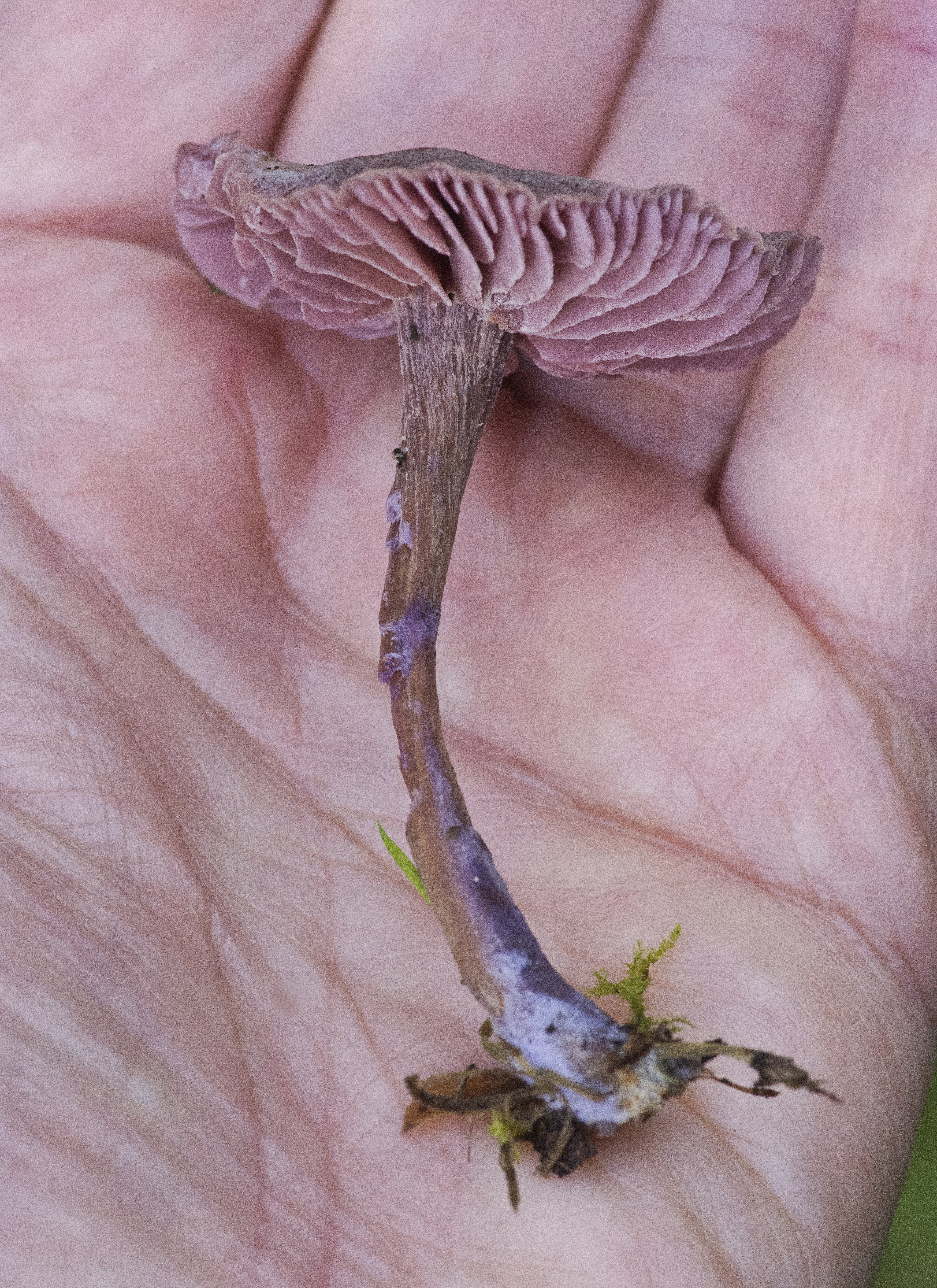
!!Entoloma conferendum!!
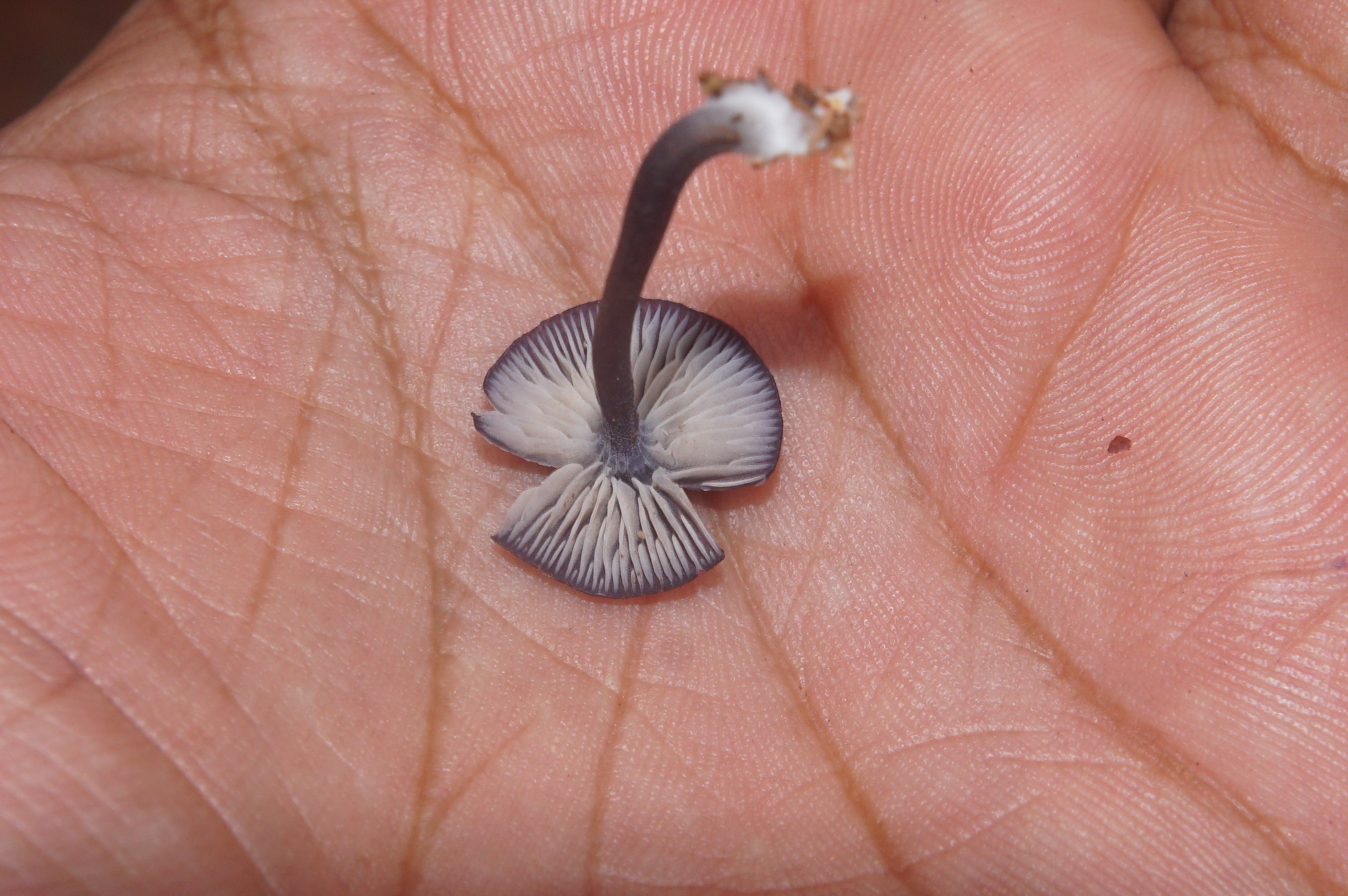
!Entoloma dichroum!
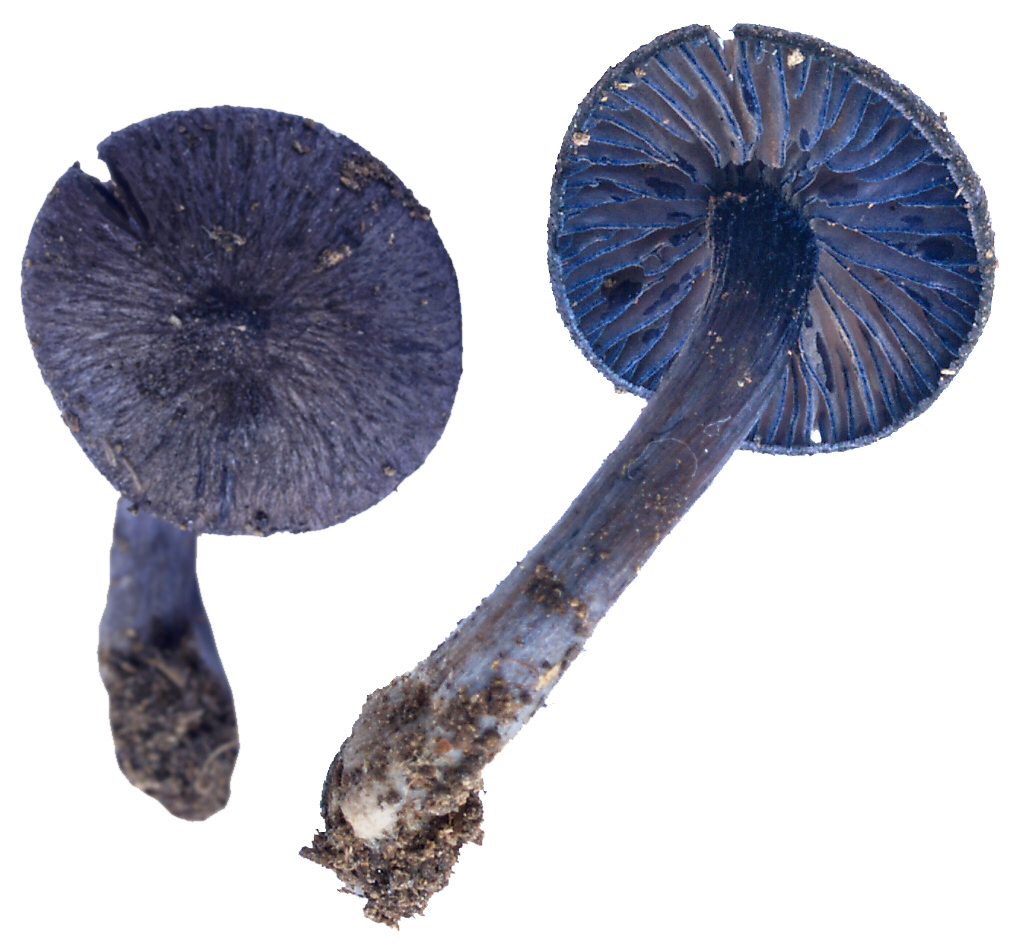
!Entoloma euchroum!
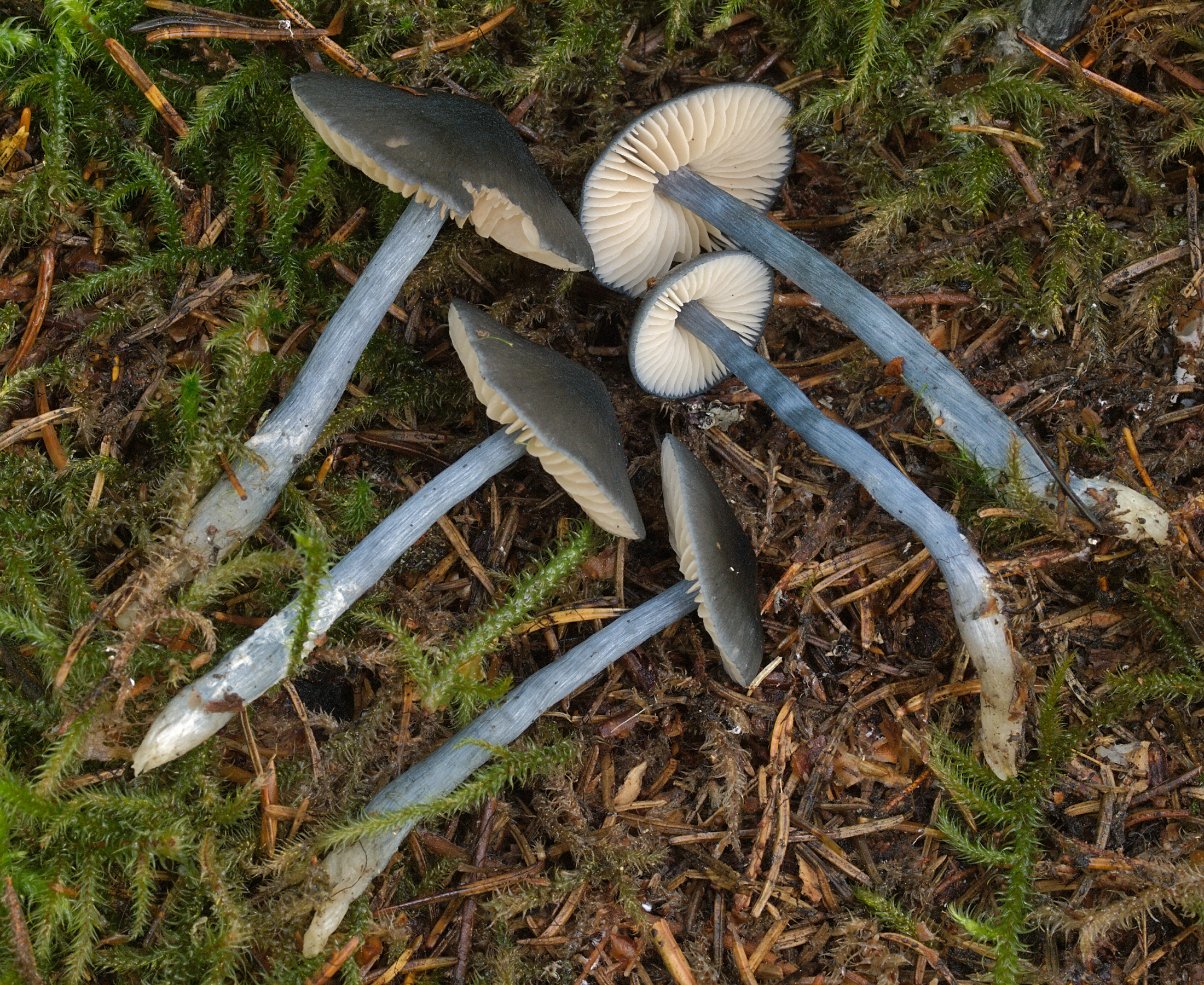
!Entoloma nitidum!
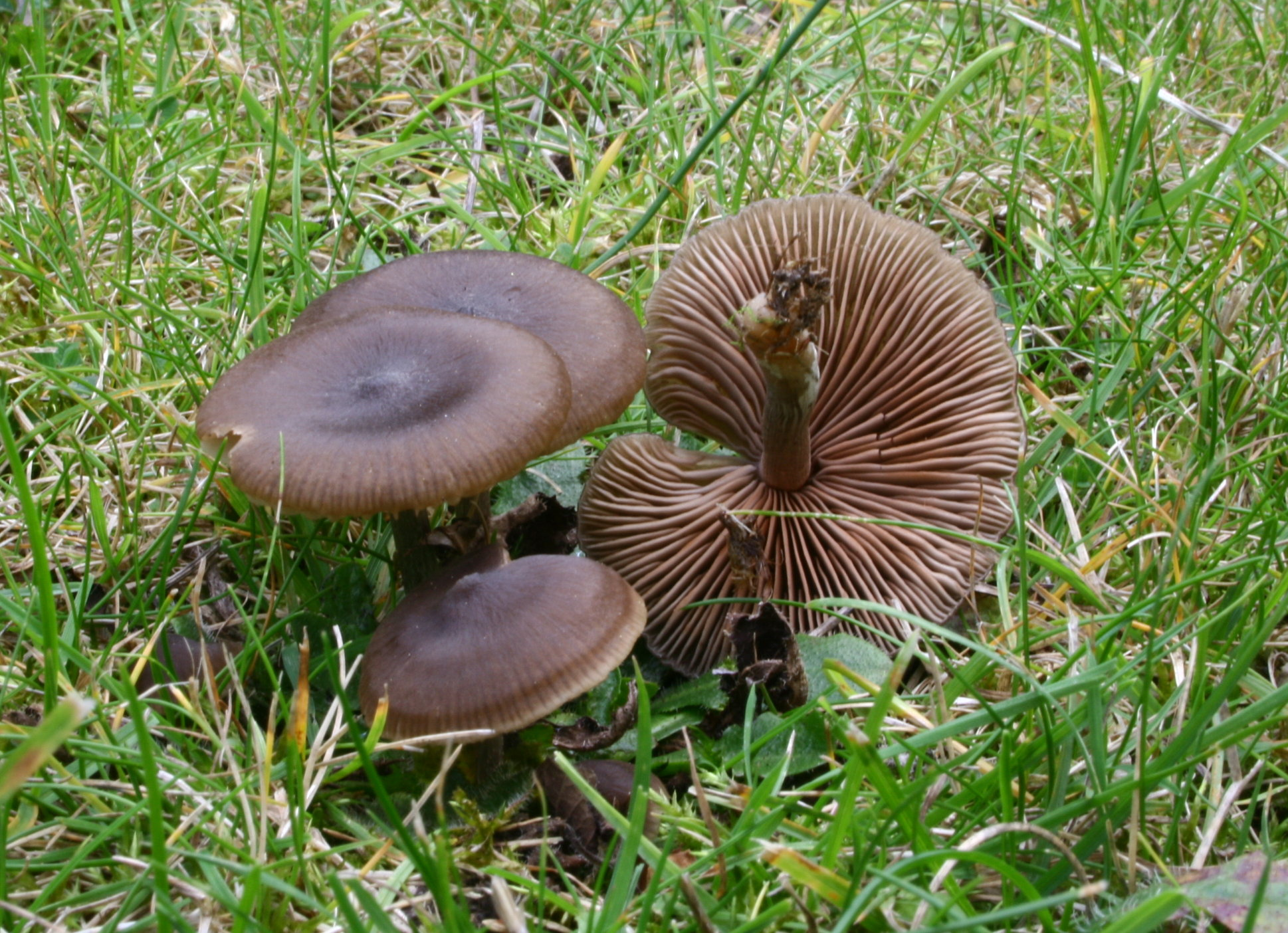
!!Entoloma sericeum!!
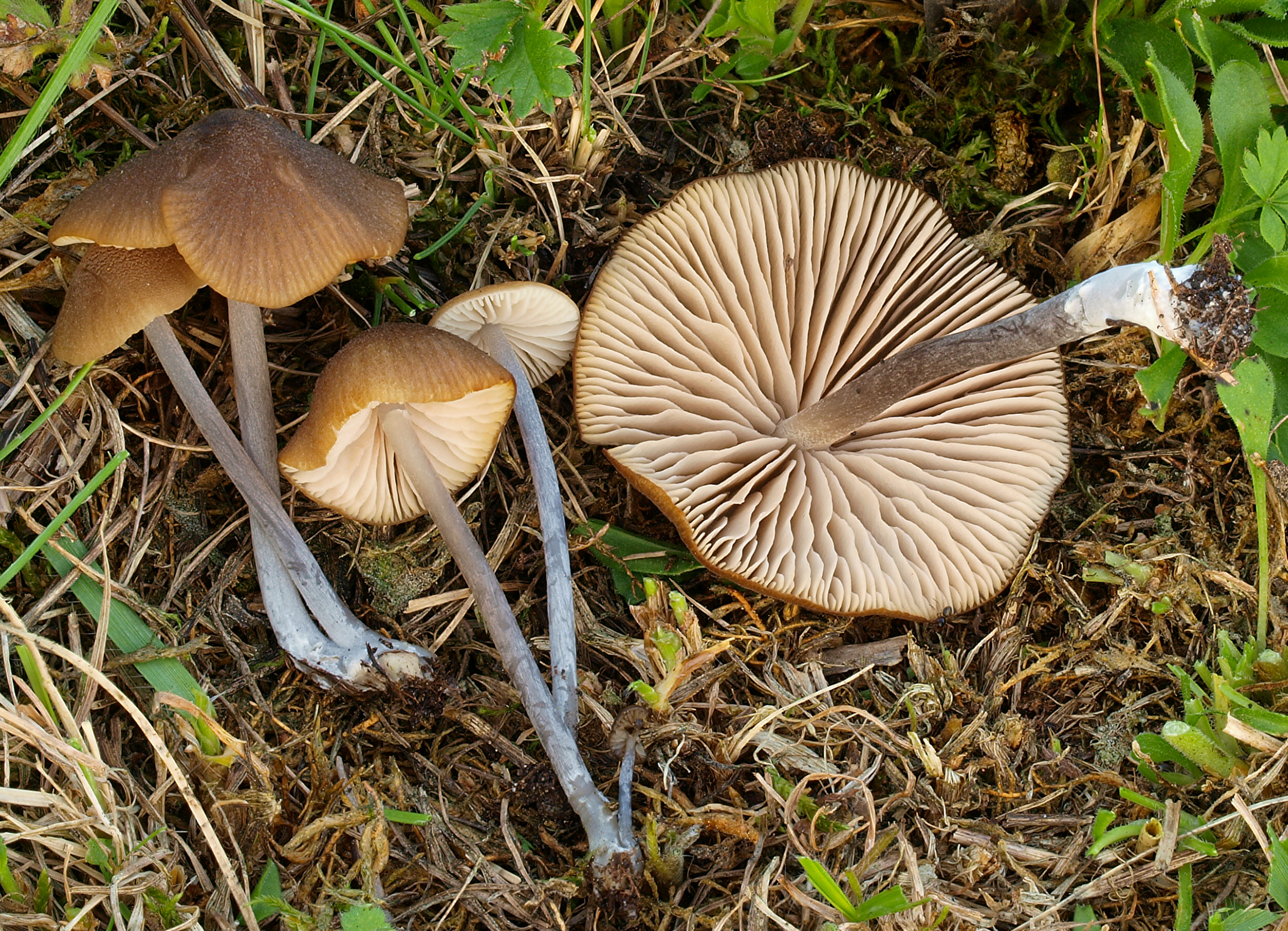
!Entoloma sodale!

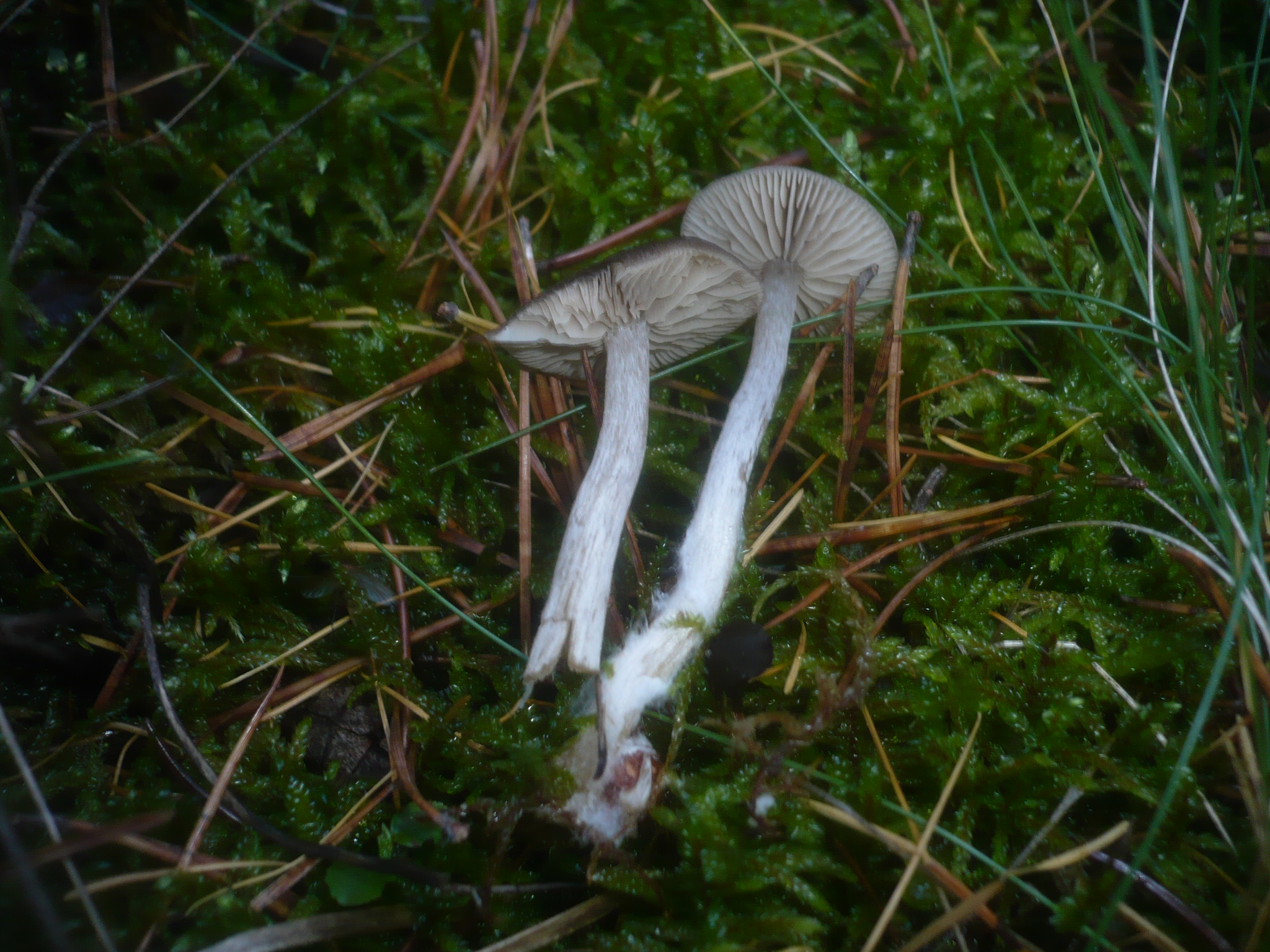
!Entoloma turbidum!
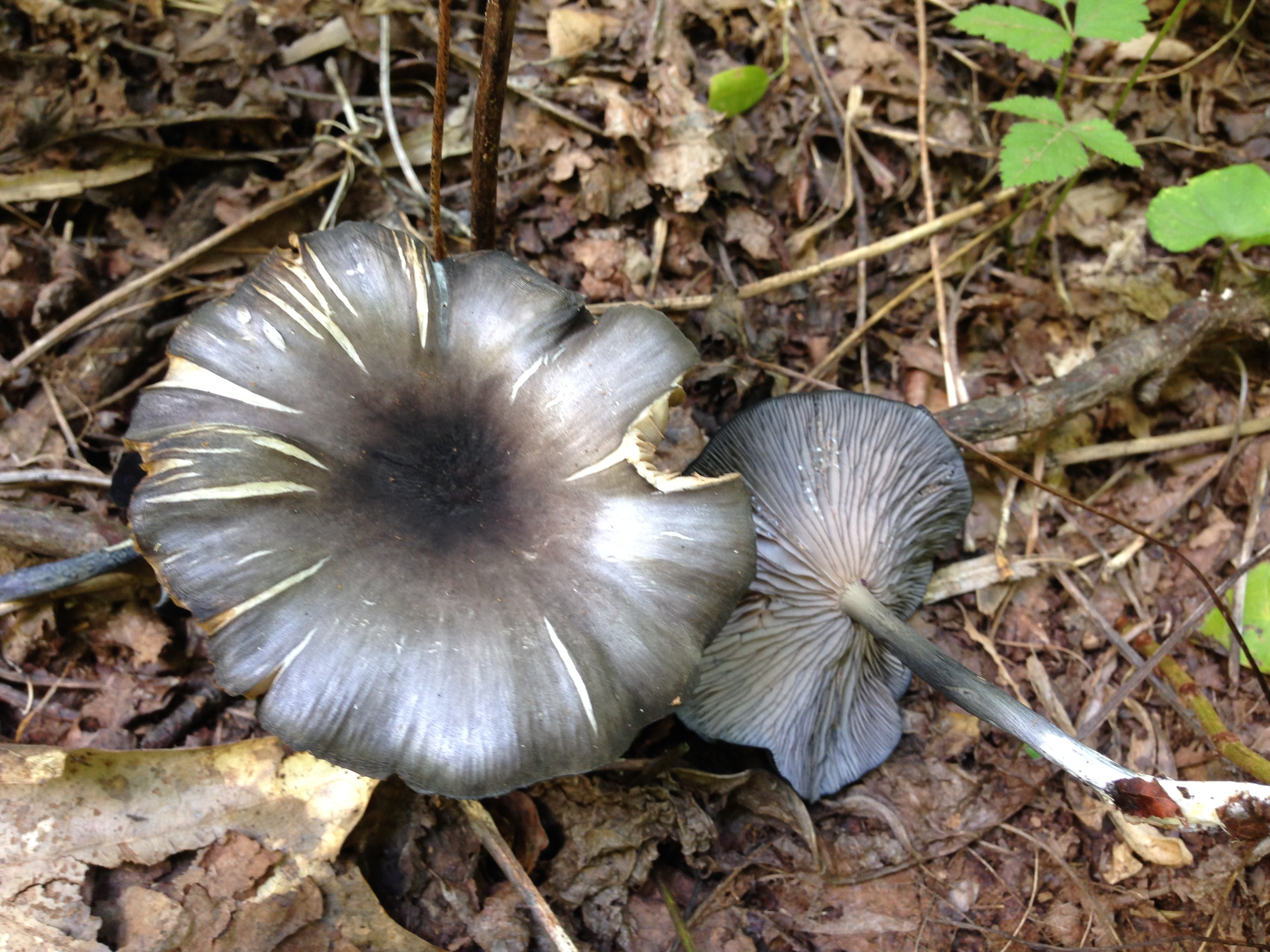
!Entoloma velutinum!
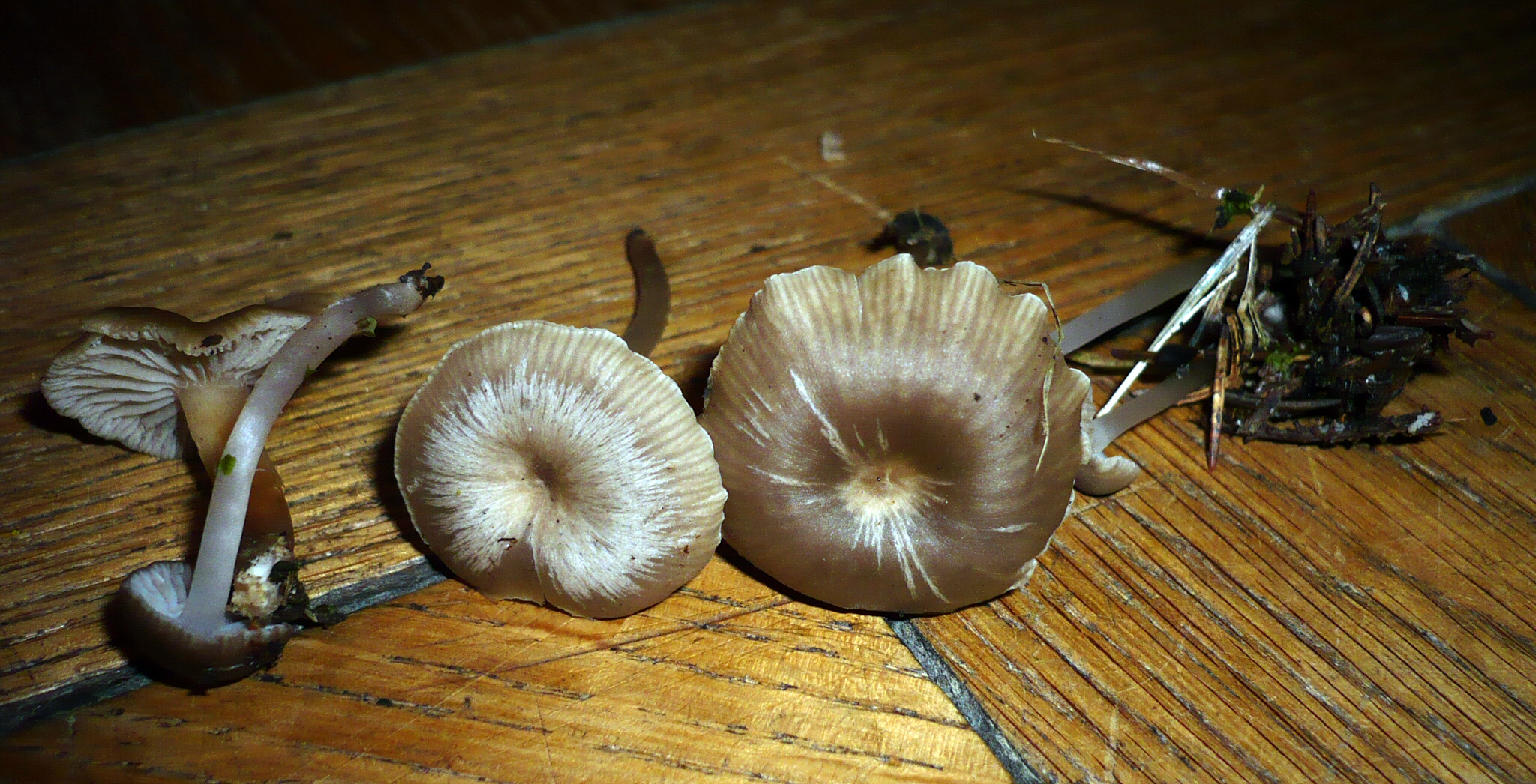
!Fayodia bisphaerigera!
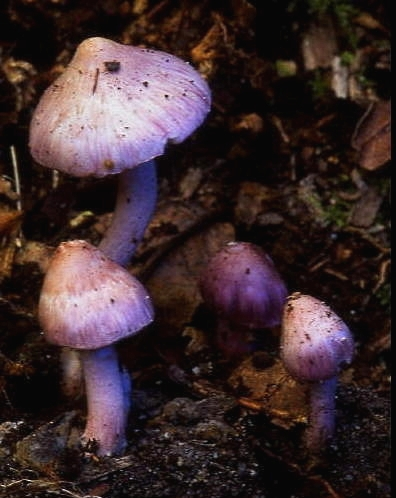
!!Inocybe gephylla var. lilacina!!
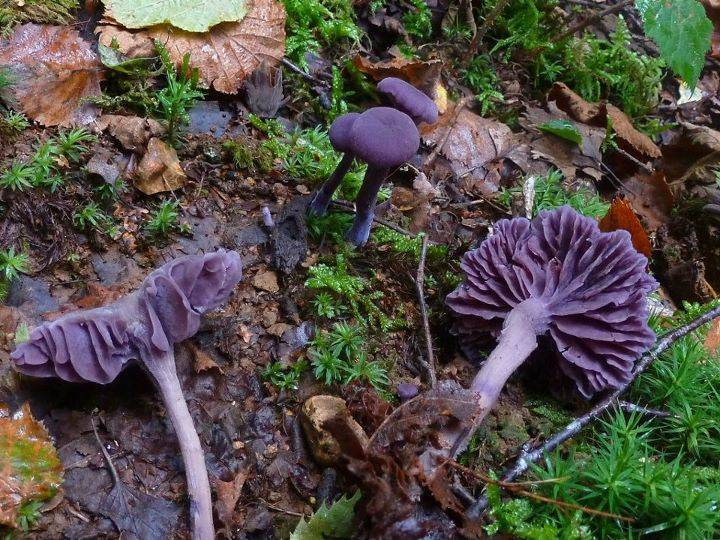
Laccaria.amethystina
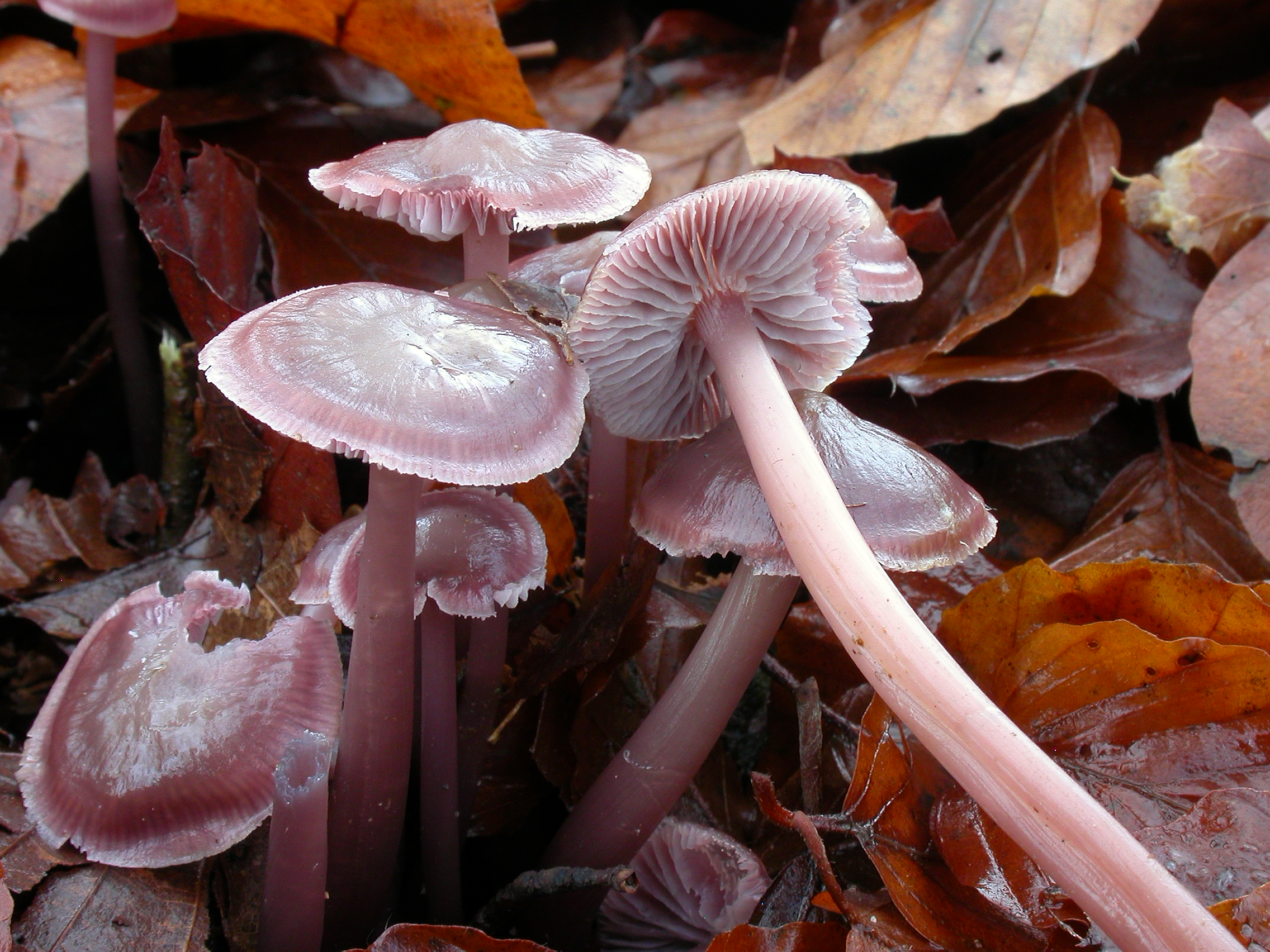
!!Mycena diosma!!
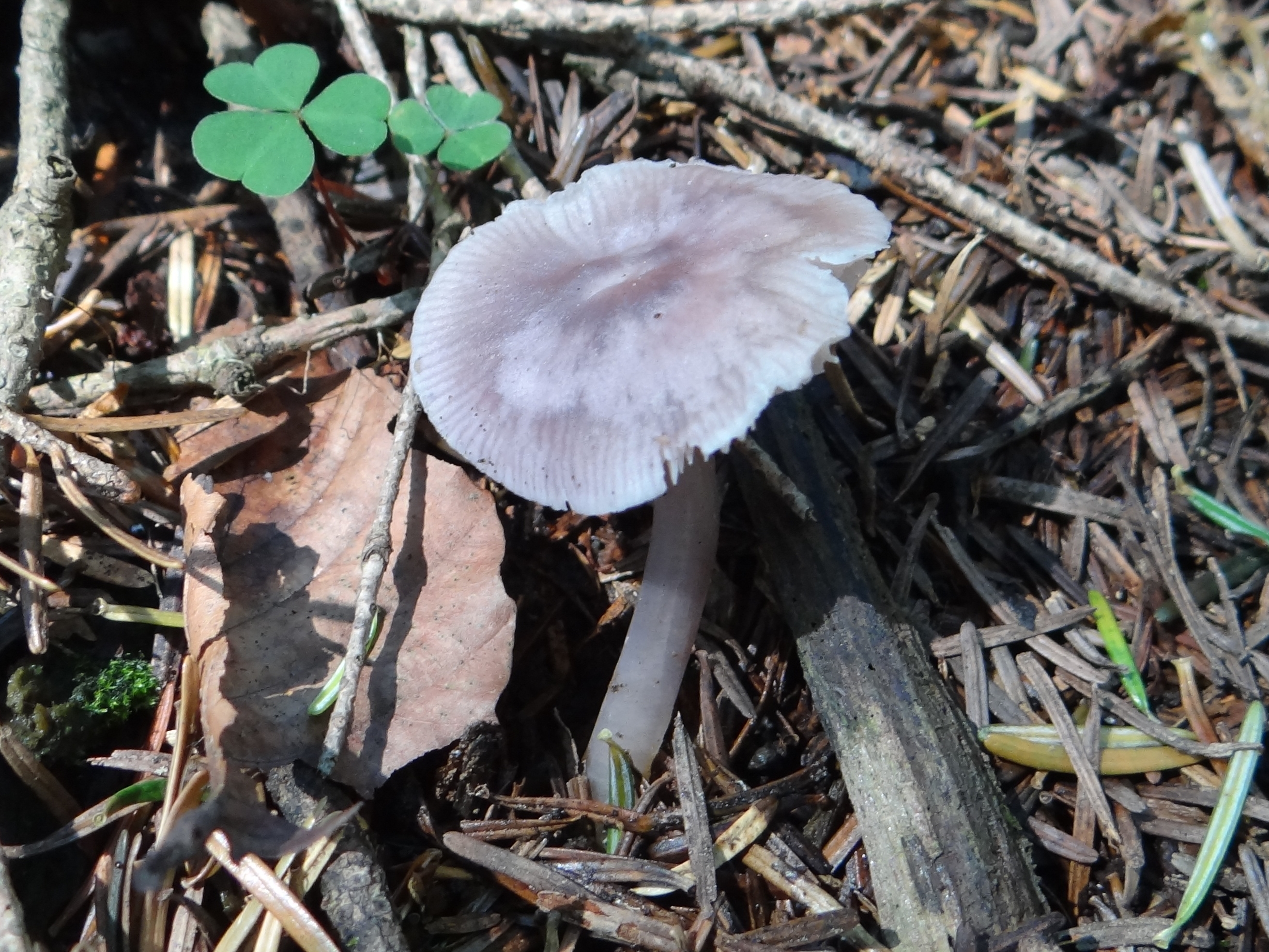
Mycena pura

## Valorificare
Ciuperca neotrăvitoare este, din cauza consistenței cărnii, precum al mirosului și gustului, nu prea delicioasă.